# 弗拉佐维奇农村居民点
弗拉佐维奇农村居民点（俄语：Влазовичское сельское поселение）是俄罗斯联邦布良斯克州苏拉日区所属的一个农村居民点。其下辖有10个居民点，行政中心为弗拉佐维奇。据2015年统计，该农村居民点的人口为1980人。